# Semiothisa eremiata
Semiothisa eremiata là một loài bướm đêm trong họ Geometridae.